# Nangō (Miyazaki, Higashiusuki)
Pour les articles homonymes, voir Nangō.
Nangō-son (南郷村) était un village (村, son) de la Préfecture de Miyazaki (Kyūshū, Japon) et du district de Higashiusuki. Le village fusionna avec les villages de Kitao et Saigo pour former la ville de Misato.
Le village comptait 2 379 habitants le 1er juin 2005 pour une surface de 190,23 km2 et une densité de 12,5 habitants par km2.